# 越南社会主义
社会主义是自1945年越南民主共和国成立以来北越和越南的国家意识形态基础。
越南执政党越南共产党奉行的胡志明思想指出，“社会主义就是让人民富裕而强大……社会主义就是要给人民带来自由、繁荣、幸福，以及得到教育、医疗和良好的住房的机会。在社会主义下，儿童将得到抚养，老年人将受到照料。”